# Scottish Chamber Orchestra
Das Scottish Chamber Orchestra (SCO) ist ein in Edinburgh ansässiges britisches Kammerorchester. Das SCO ist eine der fünf schottischen National Performing Arts Companies und tritt in ganz Schottland auf, einschließlich jährlicher Tourneen durch die Highlands, Inseln und Südschottland. Das SCO gastiert regelmäßig bei den Festivals in Edinburgh, East Neuk, St. Magnus und Aldeburgh sowie bei The Proms. Die internationalen Tourneen des SCO werden durch die Schottische Regierung unterstützt. Das Orchester probt hauptsächlich in Edinburghs Queen's Hall.

## Geschichte
Das SCO wurde 1974 gegründet, mit Roderick Brydon als erstem Chefdirigenten (1974 bis 1983). Als Gründungsleiter des SCO fungierte John Tunnell, seit 1977 unterstützt durch Carolyn Sparey (erste Bratschistin) und Haflidi Halgrimsson (erster Cellist). Unter der Leitung von Michael Storrs, der das Orchester während des größten Teils seiner ersten zehn Jahren managte, fungierte das SCO neben seinen Konzerten, Aufnahmen und Tourneen eine Zeit lang auch als Orchester der Scottish Opera. 1978 gab es eine Tournee nach Ungarn, Rumänien und Bulgarien sowie den ersten von zwei Sommern als „orchestra in residence“ beim Festival d’Aix-en-Provence. Ein Jahr später fand eine Tournee durch die schottischen Highlands und Inseln statt, die erste ihrer Art auf den Inseln der Westküste Schottlands, gefolgt von der offiziellen Eröffnung der Queen's Hall in Edinburgh durch Elisabeth II. am 6. Juli 1979.
Einen Höhepunkt des Jahres 1980 bildete eine BBC-Fernsehaufzeichnung unter Raymond Leppard mit allen sechs Brandenburgischen Konzerten, und in den nächsten Jahren umfasste der Zeitplan des SCO Konzerte in Barcelona, einen Aufenthalt in den schottischen Highlands, Auftritte beim St. Magnus Festival auf Orkney, eine Aufnahme von Vivaldis Die vier Jahreszeiten mit dem Geiger Jaime Laredo, Tourneen durch das Vereinigte Königreich und Europa mit der Mezzosopranistin Teresa Berganza, Konzerte mit dem polnischen Dirigenten Jerzy Maksymiuk sowie ein Dirigat des noch jungen englischen Dirigenten Simon Rattle in einem Konzert mit der amerikanischen Opernsängerin Jessye Norman.
Weitere Chefdirigenten waren unter anderem Jukka-Pekka Saraste (1987–1991) und Ivor Bolton (1994–1996). Der amerikanische Geiger und Dirigent Joseph Swensen war von 1996 bis 2005 Chefdirigent und ist nunmehr (Stand 2022) „Conductor Emeritus“ des SCO. Sir Charles Mackerras bekleidete das Amt des Ehrendirigenten bis zu seinem Tod im Jahr 2010. Der estnische Dirigent Olari Elts war von Oktober 2007 bis September 2010 Erster Gastdirigent des SCO. Robin Ticciati folgte von 2009 bis 2018 als Chefdirigent mit einem Vertrag von zunächst 3 Jahren. Emmanuel Krivine wurde im September 2015 Erster Gastdirigent des SCO.
Im März 2018 dirigierte Maxim Emelyanychev das SCO zum ersten Mal als Gastdirigent, als Einspringer für Ticciati. Auf der Grundlage dieses Auftritts gab das SCO im Mai 2018 die Ernennung von Emelyanychev zu seinem sechsten Chefdirigenten bekannt, wirksam ab der Saison 2019–2020. Im November 2019 gab das SCO die Verlängerung von Emelyanychevs Vertrag als Chefdirigent bis 2025 bekannt.

## Zeitgenössische Musik
Zu den Aktivitäten des SCO im Bereich der zeitgenössischen Musik zählen Zusammenarbeiten mit Gordon Crosse, John McLeod und Peter Maxwell Davies, insbesondere dessen Strathclyde Concertos. Einojuhani Rautavaaras Autumn Gardens wurde 1999 mit dem SCO uraufgeführt. Im November 2002 brachte das SCO Sally Beamishs Concerto for Orchestra (Sangsters) zur Uraufführung. Das SCO hat über 100 neue Werke in Auftrag gegeben, unter anderem bei Peter Maxwell Davies (SCO's Composer Laureate), Mark-Anthony Turnage, Judith Weir, Sally Beamish, Karin Rehnqvist, Lyell Cresswell, James MacMillan, Hafliði Hallgrímsson, Einojuhani Rautavaara, Stuart MacRae, Edward Harper und Martin Suckling (2013 zum SCO Associate Composer ernannt).
Das SCO hat für eine Reihe von Labels aufgenommen, darunter Deutsche Grammophon und Hyperion. Es besteht eine Aufnahmepartnerschaft mit der Glasgower Plattenfirma Linn Records, für die es 12 Alben aufgenommen hat, darunter mehrere Aufnahmen von Mozart-Sinfonien unter der Leitung von Charles Mackerras sowie ein Album mit Werken von Hector Berlioz, dirigiert von Ticciati.

## Chefdirigenten
- Roderick Brydon (1974–1983)
- Jukka-Pekka Saraste (1987–1991)
- Ivor Bolton (1994–1996)
- Joseph Swensen (1996–2005)
- Robin Ticciati (2009–2018)
- Maxim Emelyanychev (seit 2019)

Zu den früheren SCO-Geschäftsführern zählte Roy McEwan-Brown. Im April 2016 gab das SCO die Ernennung von Gavin Reid zu seinem derzeitigen Chef mit Wirkung vom 29. August 2016 bekannt.